# Naturpark Hirschwald
Der Naturpark Hirschwald ist ein Naturpark im oberpfälzischen Landkreis Amberg-Sulzbach und der zugehörigen Kreisstadt Amberg in Bayern.

## Beschreibung
Der mit 277,60 km² Fläche vergleichsweise kleine Naturpark liegt nördlich der Mitte der naturräumlichen Haupteinheit Mittlere Frankenalb und übersteigt dessen Gebiet nur im Stadtgebiet Ambergs im Norden knapp. Er umfasst den Naturraum des Lauterachtals, das aufgrund seiner West-Ost-Ausrichtung Trockenrasenstandorte bildet.
Der Naturpark wurde am 18. Dezember 2006 als 17. bayerischer Naturpark ausgewiesen. Unterhalten wird er vom Trägerverein „Naturpark Hirschwald e. V.“, der seinen Sitz in Amberg hat. Flächenanteil am Naturpark haben zudem die Gemeinden Ensdorf, Hohenburg, Kastl,  Kümmersbruck, Rieden, Ursensollen sowie Schmidmühlen. Der Naturpark Hirschwald ist Heimat der letzten Wochenstube der vom Aussterben bedrohten  Großen Hufeisennase. Dieses letzte Rückzugsgebiet liegt in einem Haus am Marktplatz von Hohenburg. Überlebt haben die Tiere aufgrund der Nähe zum Truppenübungsplatz Hohenfels.

## Gemeindefreies Gebiet und Dorf Hirschwald
Innerhalb des Naturparks lag das 19,5643 km² große, unbewohnte gemeindefreie Gebiet Hirschwald, das den gleichnamigen Ort (Gemeinde Ensdorf) als Enklave komplett einschloss. Zum 1. September 2015 erfolgte die Auflösung des Gebiets. Es wurde unter den Gemeinden Ensdorf, Hohenburg, Kümmersbruck und Ursensollen aufgeteilt.
| Aufnehmende Gemeinde | Anzahl Flurstücke | Fläche m²  | Fläche Prozent | Lage |
| -------------------- | ----------------- | ---------- | -------------- | ---- |
| Ursensollen          | 18                | 2.487.390  | 12,20          |      |
| Hohenburg            | 3                 | 2.191.213  | 10,75          |      |
| Kümmersbruck         | 12                | 802.489    | 3,94           |      |
| Ensdorf              | 68                | 14.906.035 | 73,11          |      |
| 4 Gemeinden          | 101               | 20.387.127 | 100,00         |      |

## Fotos

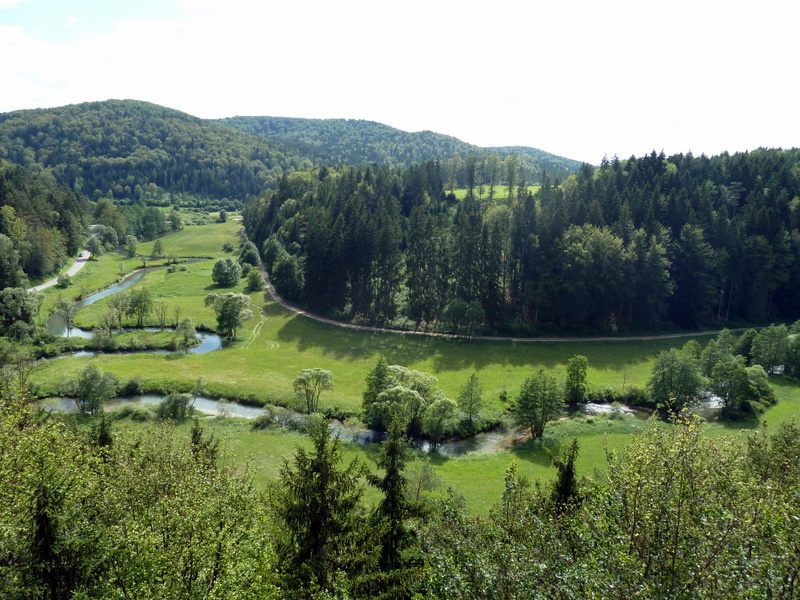
Die Lauterach im Naturpark Hirschwald
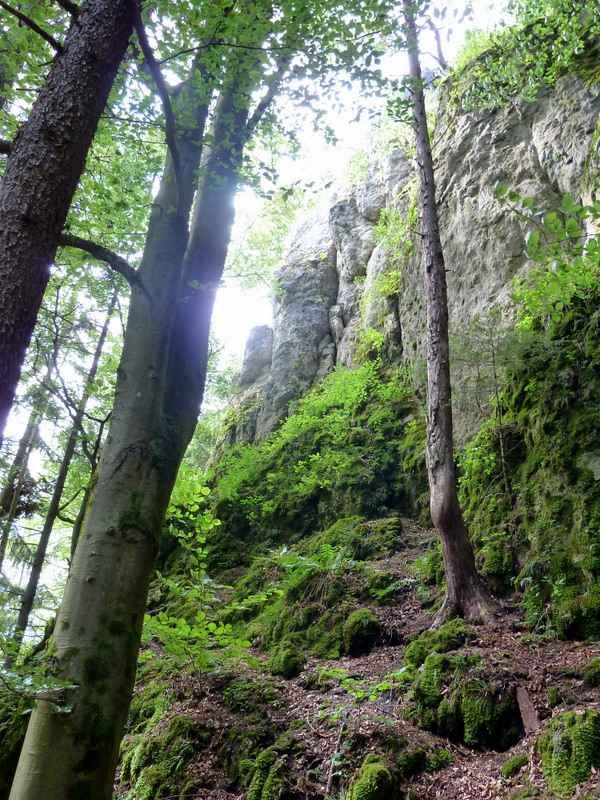
Impression aus dem Naturpark
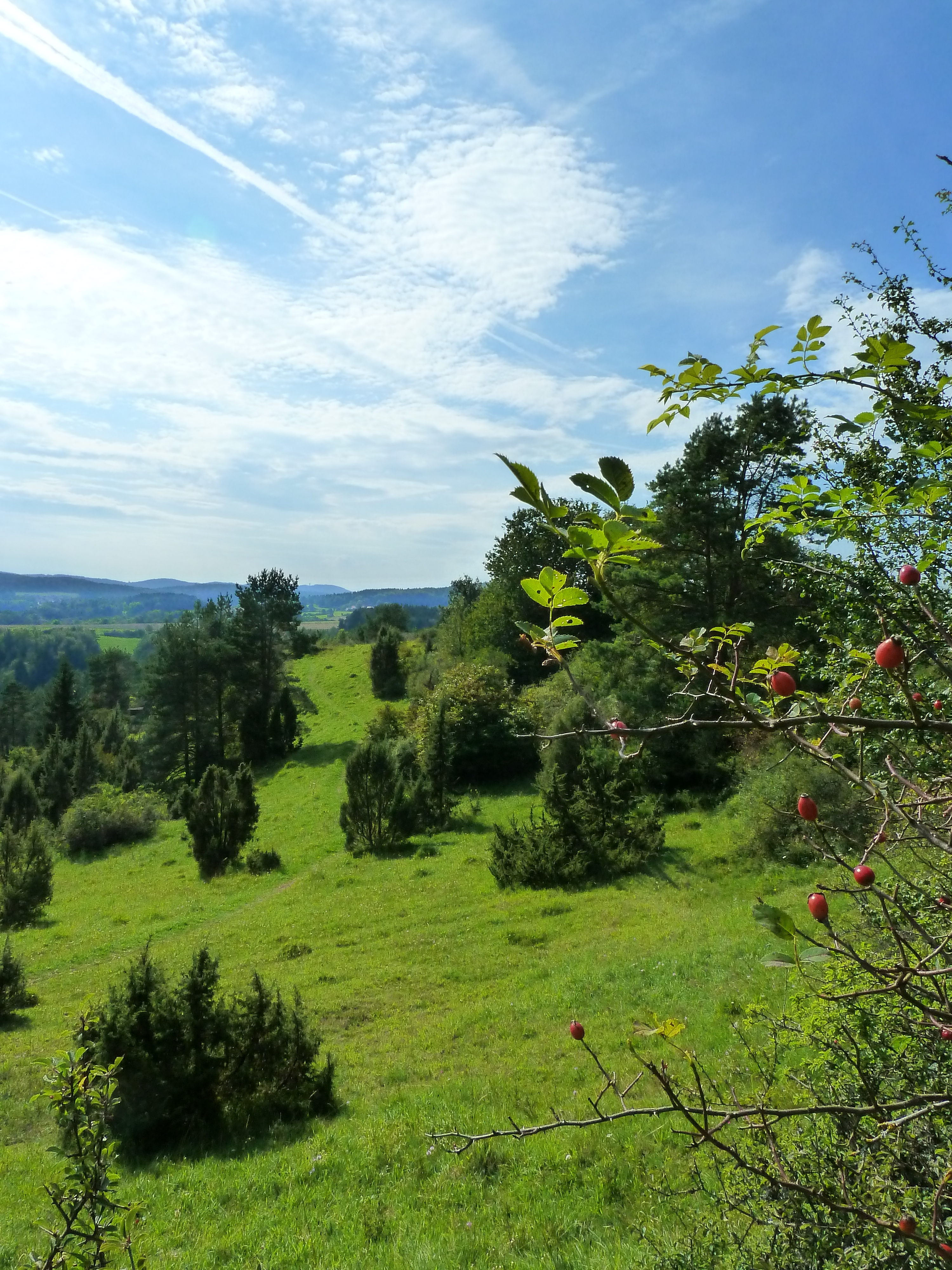
Kalkmagerrasen mit Wacholder beim Hochholz nahe Kastl im Naturpark Hirschwald

## Naturschutzgebiete
- Unteres Pfistertal nördlich von Vilshofen